# Vincent Lebbe
Frédéric Vincent Lebbe (chinois traditionnel : 雷鳴遠 ; chinois simplifié : 雷鸣远 ; pinyin : léi míngyuǎn ou 雷明遠 / 雷明远, léi míngyuǎn), né le 19 aout 1877 à Gand (Belgique) et décédé le 24 juin 1940 à Chongqing (Chine), est un prêtre catholique lazariste et missionnaire belge. Envoyé en Chine, il fut le promoteur d'un christianisme inculturé dans la culture chinoise.

## Biographie

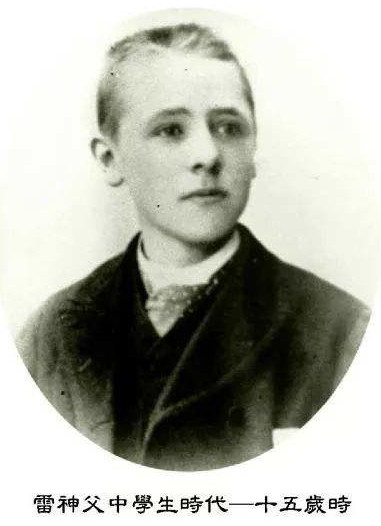
Vincent Lebbe à 15 ans.

Frédéric Lebbe est né à Gand en Belgique le 19 aout 1877. Dans son enfance, il lit l'histoire de Jean-Gabriel Perboyre, missionnaire lazariste martyrisé en Chine en 1840. Il décide alors de devenir missionnaire et de partir en Chine, et prend le prénom de Vincent. En 1895, il entre au séminaire des Lazaristes à Paris.
En 1901, il est affecté au vicariat apostolique de Pékin. À cette époque, les missionnaires chrétiens, tolérés depuis 1844 et officiellement autorisés à s'installer partout depuis le traité de Tientsin de 1858 et 1860, exercent leur apostolat au grand jour, mais sont fortement liés aux intérêts des puissances européennes et des États-Unis, spécialement la France qui assure la protection diplomatique des missionnaires catholiques. D'emblée, il est persuadé que le missionnaire doit devenir Chinois par la langue, la vie quotidienne, le vêtement, et même le patriotisme, pour exercer efficacement son ministère.

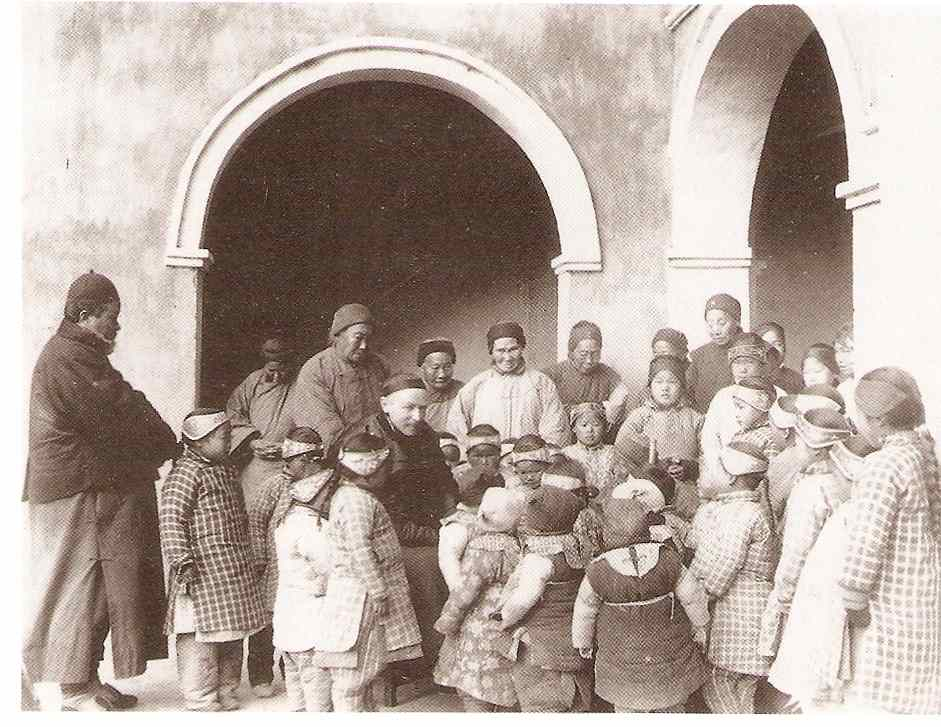
Vincent Lebbe entouré d'enfants en Chine, 1918.

Après un début réussi à la campagne, il est affecté à la ville de Tien-Tsin (Tianjin), ville portuaire proche de Pékin et siège de concessions étrangères. Il y organise l'action catholique pour les laïcs chinois et entretient des liens étroits avec des intellectuels chinois. Il fonde en 1915, avec le soutien de Ying Lianzhi ( 英斂之 / 英敛之 ), le premier quotidien catholique en langue chinoise, Yi shi bao 益世報 (Le Bien du monde), qui devient rapidement le journal le plus lu dans le nord de la Chine grâce à la qualité et l'indépendance de ses informations.
Vincent Lebbe et son ami Antoine Cotta (1872-1957) qu'il avait rencontré au séminaire lazariste à Paris militent pour que la hiérarchie catholique, venue de l'étranger et dépendante des puissances étrangères, devienne véritablement chinoise. Ils reprennent les principes que leur confrère Joseph Gabet avait publiés en 1848, et qui avaient alors été condamnés. En 1916, ils s'opposent publiquement à l'annexion par le consulat de France d'un terrain à la lisière de la concession française, à la demande des autorités de l'Église catholique qui l'avaient acheté pour bâtir une nouvelle cathédrale et un évêché. À la demande du consulat, le Père Lebbe est muté par sa hiérarchie dans le sud de la Chine, puis rappelé en Europe.

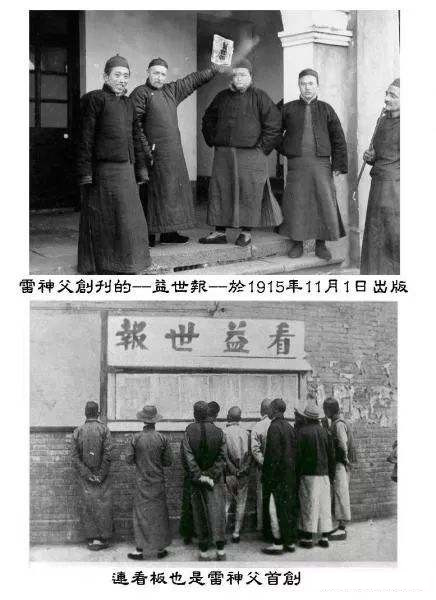
Vincent Lebbe et le journal yishi bao (益世報), en 1915.

Antoine Cotta rédige avec Vincent Lebbe un mémoire pour le cardinal préfet de la congrégation pour la propagation de la foi au Vatican, en faveur de l'institution d'évêques chinois et d'une véritable « acclimatation » de l'Église . C'est la principale source de l'encyclique Maximum illud du pape Benoit XV en 1919. Pie XI institue les six premiers évêques chinois le 28 octobre 1926, et les consacre lui-même à la basilique Saint-Pierre de Rome; Vincent Lebbe est présent à la cérémonie. La démarche aboutit aussi à l'annulation en 1939 de l'interdiction des rites chinois, qui datait de 1742. L'Église de Chine est instituée par le pape en 1942 et la Chine quitte le statut de terre de mission.

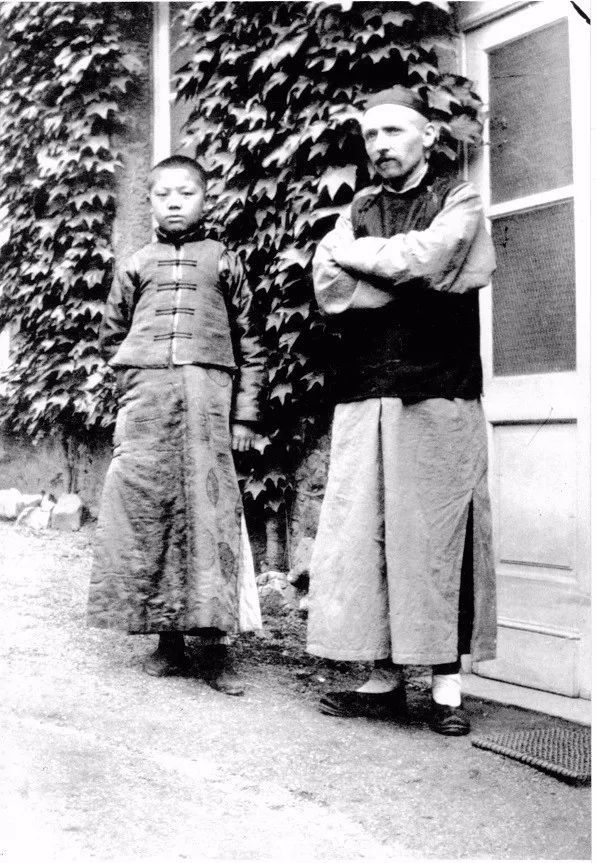
Vincent Lebbe de retour en Europe avec son étudiant Ying Qianli.

De 1920 à 1927, Vincent Lebbe participe à l'accueil des étudiants chinois qui arrivent en nombre en Europe, et les organise en association. Il inspire les débuts de la Société des Auxiliaires des Missions fondée à la demande des évêques chinois, qui forme des prêtres séculiers pour les mettre au service des Églises d'Asie et d'Afrique. En 1927, il retourne en Chine,, affecté au diocèse du Hebei dirigé par un évêque chinois. Il obtient de la République de Chine la nationalité chinoise, sous le nom de Lei Mingyuan ( 雷鳴遠 / 雷鸣远 ) . Il est à l'origine des débuts du clergé régulier chinois, les Petits frères de Saint-Jean-Baptiste, et les Petites sœurs de Sainte-Thérèse-de-l'Enfant-Jésus. Il les mobilise dans la guerre sino-japonaise en formant des unités de service de santé et de secours aux civils.
Se trouvant du côté de la République de Chine et de Tchang Kaï-chek, il est pris pour un espion et fait prisonnier par les forces communistes de la Huitième armée de route au Shanxi le 9 mars 1940. Il meurt d'épuisement à Chongqing le 24 juin 1940 après sa libération.
La réussite de l'acclimatation du catholicisme en Chine a été confirmée après 1949, quand l'Église de Chine, privée de toute présence missionnaire étrangère, a pu se maintenir malgré un régime communiste très répressif, et grandir à nouveau avec la libéralisation.

## Mémoire et vénération
- La cause de sa béatification a été ouverte en 1988 par le diocèse de Taichung à Taiwan, dont dépendent les Petits frères de saint Jean-Baptiste.
- Les archives de Vincent Lebbe sont conservées et étudiées à la Faculté de théologie de l'Université catholique de Louvain à Louvain-la-Neuve[10].
- Plusieurs écoles et institutions portent son nom, entre autres une des cités internationales de Louvain-la-Neuve.
- Une bande dessinée (Luc Foccroulle, Dominique et Pierre Bar) intitulée Tonnerre en Chine fut imprimée par les 'Éditions Coccinelle', en 1993.

## Écrits
- Memoria sullo stato dell'evangelizzazione in Cina e sulla formazione del Clero indigeno, Sagra Congregazione De Propaganda Fide, Ponente, Rome, 1922.
- Que sera la Chine demain ?, 1925.
- En Chine, il y a du nouveau, Paris, 1930.
- Histoires chinoises, Louvain 1937.